# Бова-Марина
Бова-Марина (итал. Bova Marina) — коммуна в Италии, располагается в регионе Калабрия, подчиняется административному центру Реджо-Калабрия.
Население составляет 3951 человек (на 2001 г.), плотность населения составляет 136 чел./км². Занимает площадь 29 км². Почтовый индекс — 89035. Телефонный код — 0965.
Покровительницей коммуны почитается Пресвятая Богородица, празднование 1 августа.
Соседние коммуны: Бова, Кондофури, Палицци.
Бова-Марина является одной из девяти греко-язычных коммун Калабрийской Греции (см. Бовесиа)